# Al-Haura
Al-Haura – miejscowość w Syrii, w muhafazie Ar-Rakka, w dystrykcie As-Saura. W 2004 roku liczyła 1694 mieszkańców.